# Colfontaine
Colfontaine (en picardo Colfontinne) es un municipio belga de la provincia de Henao en la Región Valona.

## Geografía
Se encuentra ubicada al sudoeste del país en el Borinage, cerca de la ciudad de Mons y la frontera con el departamento francés de Norte.

### Secciones del municipio
El municipio comprende los antiguos municipios, que se fusionaron en 1977:
| - Colfontaine - Pâturages - Warquignies - Wasmes |

## Demografía

### Evolución
Todos los datos históricos relativos al actual municipio, el siguiente gráfico refleja su evolución demográfica, incluyendo municipios después de efectuada la fusión el 1 de enero de 1977.

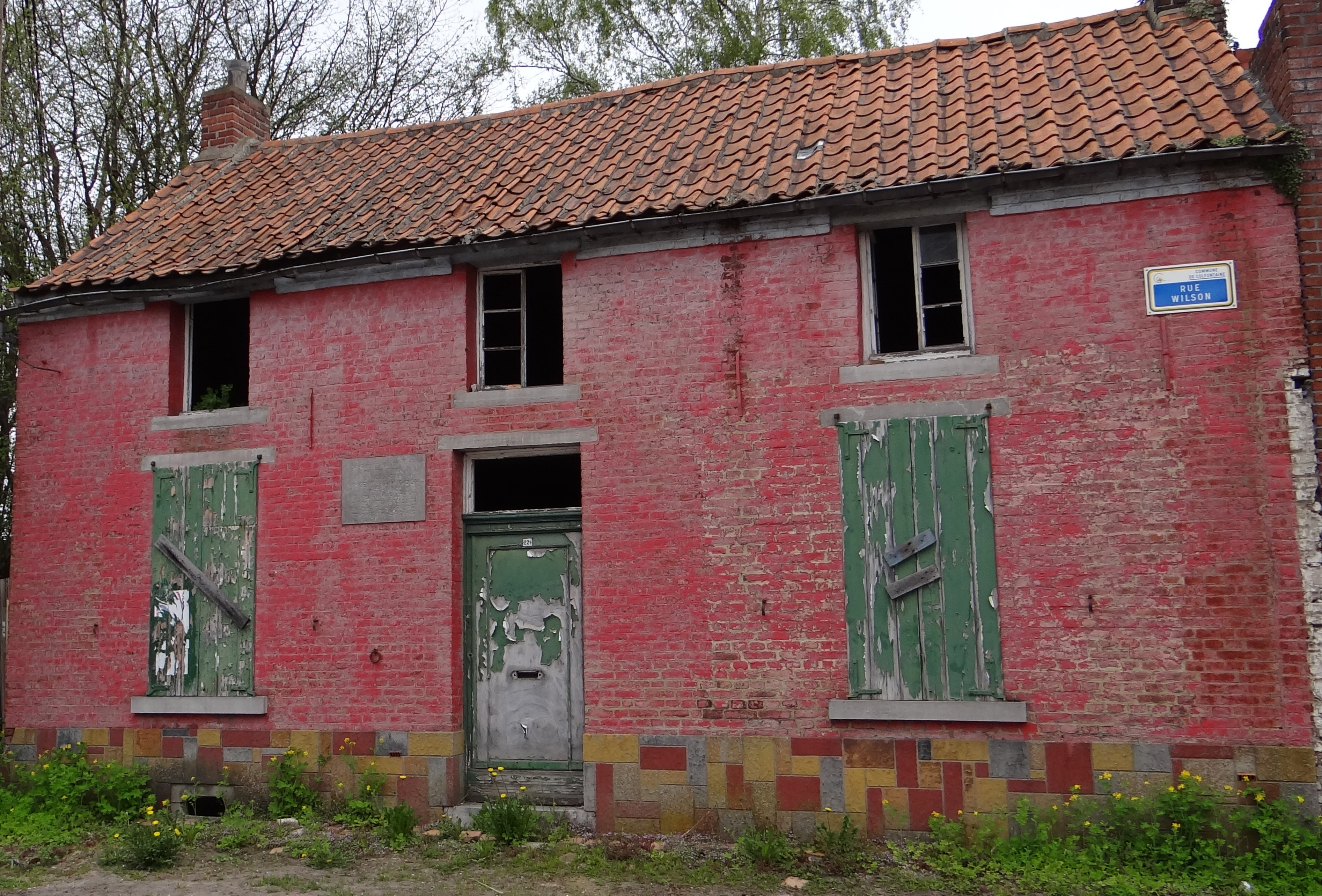
Vincent van Gogh - 1878 1879 - Wasmes - Casa del pandero Denis - Angulo cocea du petit-Wasmes et Cocea Wilson

| Gráfica de evolución demográfica de Colfontaine entre 1846 y 2019 |
|                                                                   |

- Datos: Q665573
- Multimedia: Colfontaine / Q665573

1. ↑  Worldpostalcodes.org, código postal n.º 7340.